# Elezioni generali in Uganda del 2006
Le elezioni generali in Uganda del 2006 si tennero il 23 febbraio per l'elezione del Presidente e il rinnovo del Parlamento.

## Risultati

### Elezioni presidenziali
| Candidati            | Partiti                              | Voti      | %     |
| -------------------- | ------------------------------------ | --------- | ----- |
| Yoweri Museveni      | Movimento di Resistenza Nazionale    | 4 109 449 | 59,26 |
| Kizza Besigye        | Forum per il Cambiamento Democratico | 2 592 954 | 37,39 |
| John Ssebaana Kizito | Partito Democratico                  | 109 583   | 1,58  |
| Abed Bwanika         | Indipendente                         | 65 874    | 0,95  |
| Miria Obote          | Congresso del Popolo d'Uganda        | 57 071    | 0,82  |
| Totale               | Totale                               | 6 934 931 | 100   |

### Elezioni parlamentari
| Liste                                      | Seggi |
| ------------------------------------------ | ----- |
| Movimento di Resistenza Nazionale (NRM)    | 189   |
| Forum per il Cambiamento Democratico (FDC) | 36    |
| Congresso del Popolo d'Uganda (UPC)        | 9     |
| Partito Democratico (DP)                   | 9     |
| Partito Conservatore (CP)                  | 1     |
| Forum della Giustizia (JEEMA)              | 1     |
| Indipendenti                               | 36    |
| Membri di diritto                          | 21    |
| Totale                                     | 301   |

- I 21 membri di diritto sono così classificati: 10 NRM (totale: 199), 1 Indipendenti, 10 rappresentanti dell'UPDF.